# Этель Кейн
Хейден Сайлас Энхидония (англ. Hayden Silas Anhedönia, род. 24 марта 1998 года), выступающая под сценическим псевдонимом Этель Кейн (англ. Ethel Cain) — американская автор-исполнитель. Её дебютный альбом Preacher's Daughter вышел в 2022 году.

## Биография

### Происхождение и начало музыкальной карьеры
Хейден Сайлас Энхидония провела детство в Перри (округ Тейлор, Флорида), она была старшим из четверых детей в семье, принадлежавшей к Южной баптистской конвенции. В 2017 году Энхидония начала выпускать музыку, выкладывая домашние демозаписи и микстейпы под различными псевдонимами, такими как Atlas и White Silas, на SoundCloud и Tumblr. В 2018 году она совершила каминг-аут как трансгендерная женщина, а вскоре юридически сменила полученное при рождении имя на Хейден Сайлас Энхидония.
После выпуска под именем Этель Кейн двух самостоятельно изданных миниальбомов Carpet Bed и Golden Age (оба — 2019 год) рэпер Lil Aaron представил исполнительницу менеджерам лейбла Prescription Songs, принадлежащего влиятельному поп-продюсеру Лукашу Готвальду; по контракту Кейн смогла издаваться на импринте Daughters of Cain. В 2021 году Кейн при участии Lil Aaron’а выпустила дебютный сингл «Michelle Pfeiffer», с энтузиазмом встреченный такими изданиями как Pitchfork и Billboard. В апреле 2021 года на Daughters of Cain вышел третий миниальбом Кейн Inbred, на котором начала складываться история персонажа по имени Этель Кейн, живущей в консервативном маленьком городке на американском Юге 1950-х.

### Preacher’s Daughter
17 марта 2022 года Кейн анонсировала дебютный альбом, названный Preacher's Daughter, и опубликовала первый сингл «Gibson Girl». Также синглами вышли песни «Stranger» и «American Teenager». Концептуальный альбом, рассказывающий историю героини, сбежавшей из дома, только чтобы в финале быть убитой своим спутником, который Кейн практически в одиночку сочинила и записала у себя дома, вышел 12 мая 2022 года и получил преимущественно восторженную прессу. Обозреватель Paste, отмечая, как Кейн объединяет традицию американы и звучание слоукора, предположил, что такой альбом могли бы записать Брюс Спрингстин или Николь Нордман, если бы им аккомпанировали Sunn O))) или Midwife. Crack, The Line of Best Fit и Sputnikmusic признали Preacher’s Daughter лучшим альбомом 2022 года. В поддержку альбома Этель Кейн провела североамериканский тур, получивший название Freezer Bride Tour. В 2023 году в рамках Blood Stained Blonde Tour Кейн выступила на летних фестивалях в США и Европе.

### PervertsиWilloughby Tucker, I’ll Always Love You
В январе 2025 года Кейн выпустила полуторачасовую экспериментальную, основанную преимущественно на дроуне и спокен-ворде запись Perverts. 24 марта 2025 года Кейн объявила, что в августе выйдет её второй альбом Willoughby Tucker, I'll Always Love You, который будет приквелом к истории, рассказанной в Preacher’s Daughter.

## Дискография

### Альбомы
- Preacher's Daughter[англ.] (2022)
- Willoughby Tucker, I’ll Always Love You[англ.] (2025)

### EP
- Carpet Bed (2019)
- Golden Age (2019)
- Inbred[англ.] (2021)

### Другие записи
- Perverts (2025)